# نيمرود (بزنجان)
نیمرود (بالفارسية: نیمرود) هي قرية تقع في إيران في قسم بزنجان الريفي. يقدر عدد سكانها بـ 35 نسمة .